# Ялівщина (заказник)
Ялівщина — лісовий заказник місцевого значення в Україні. Розташований у північній частині міста Чернігів, неподалік від вулиць 1 Травня і 77-ї Гвардійської Дивізії, поруч (на захід) з Чернігівською міською лікарнею № 2.
Площа 6,2 га. Статус присвоєно згідно з рішенням Чернігівського облвиконкому від 08.09.1958 року № 861; рішення від 28.03.1964 року № 121; рішення від 10.06.1972 року № 303; рішення від 27.12.1984 року № 454; рішення від 28.08.1989 року № 164; рішення від 31.07.1991 року № 159; рішення від 28.03.1992 року № 56. Перебуває у віданні: Чернігівське РБД «Зеленбуд».
Статус присвоєно для збереження унікальних березово-соснові насаджень віком 60-80 років. У домішку: липа серцелиста, клен гостролистий, дуб звичайний. Також зростають екзотичні дерева і чагарники з Північної Америки, Далекого Сходу, Західної та Центральної Європи, зокрема бархат амурський, гледичія колюча, робінія псевдоакація, катальпа бігнонієподібна, черемха пізня та черемха Маака, горіх маньчжурський, туя західна, бузок угорський.
Лісовий заказник «Ялівщин» розташований у межах регіонального ландшафтного парку «Ялівщина».

## Галерея

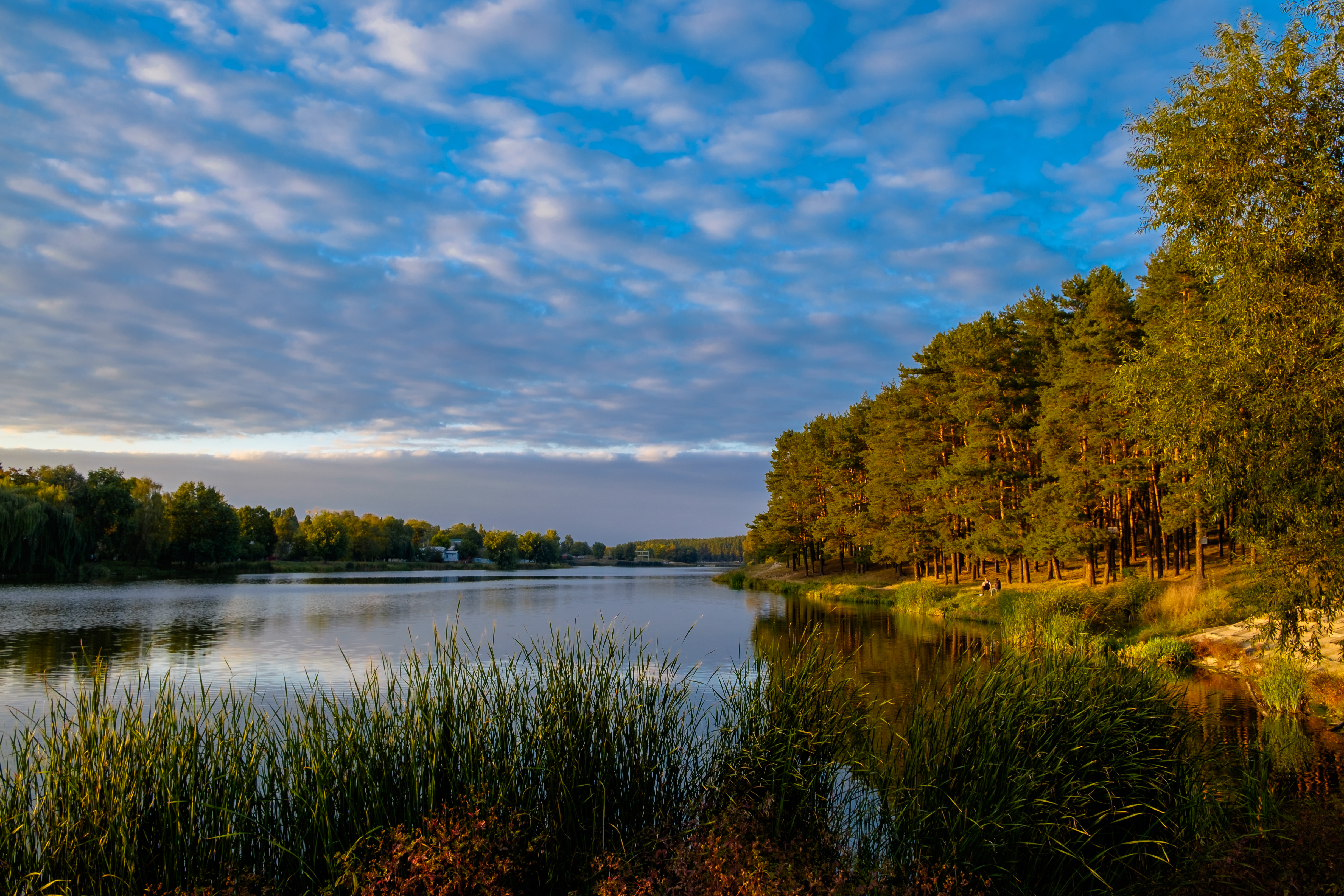
Вечірні промені над Ялівщиною
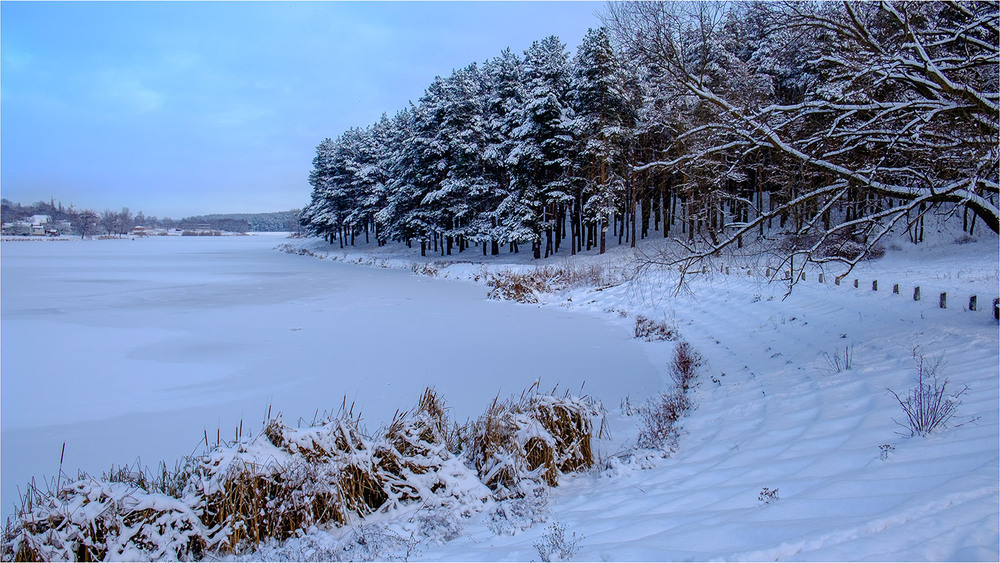
Зимова Ялівщина
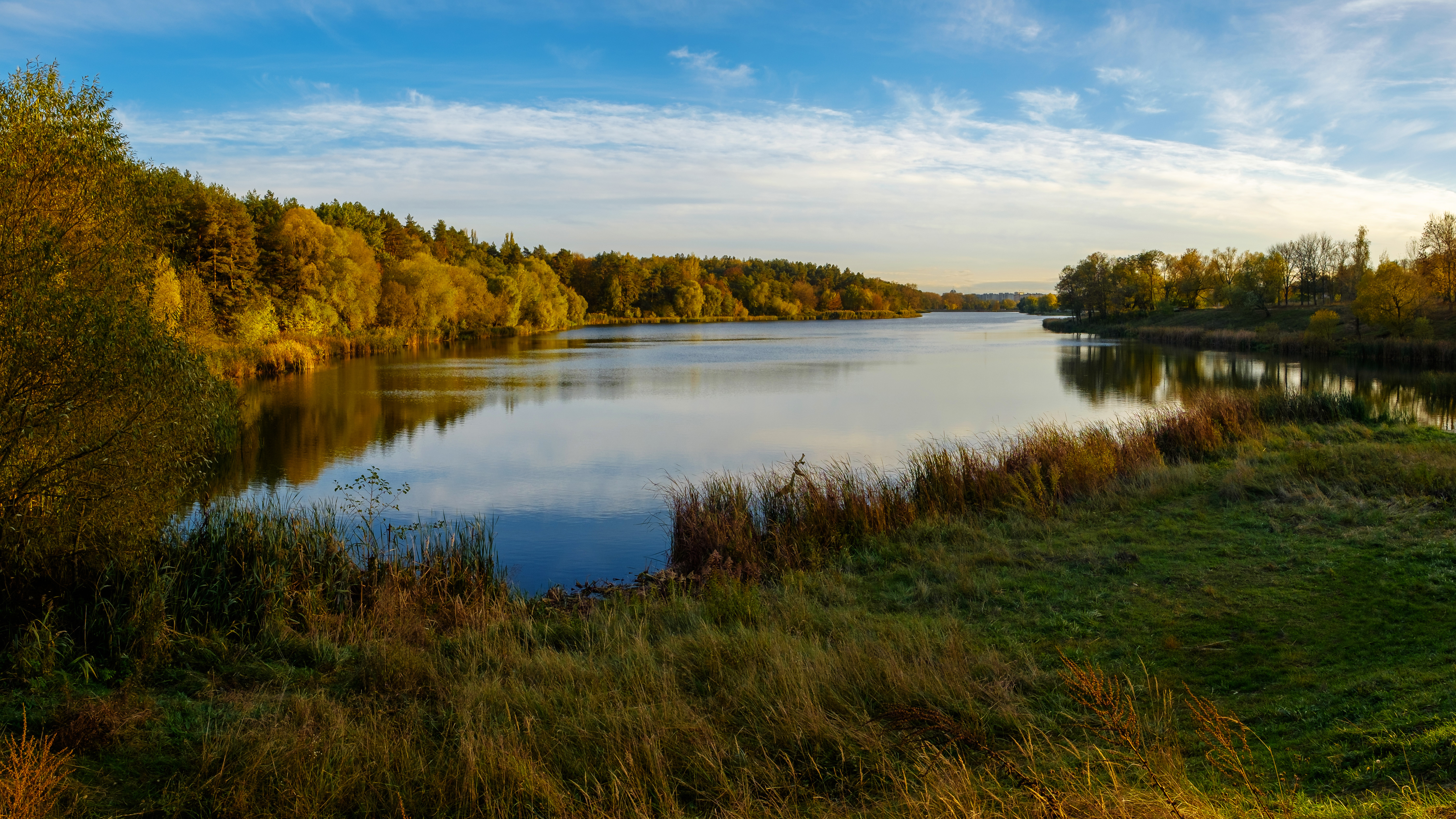
Осінні барви Ялівщини
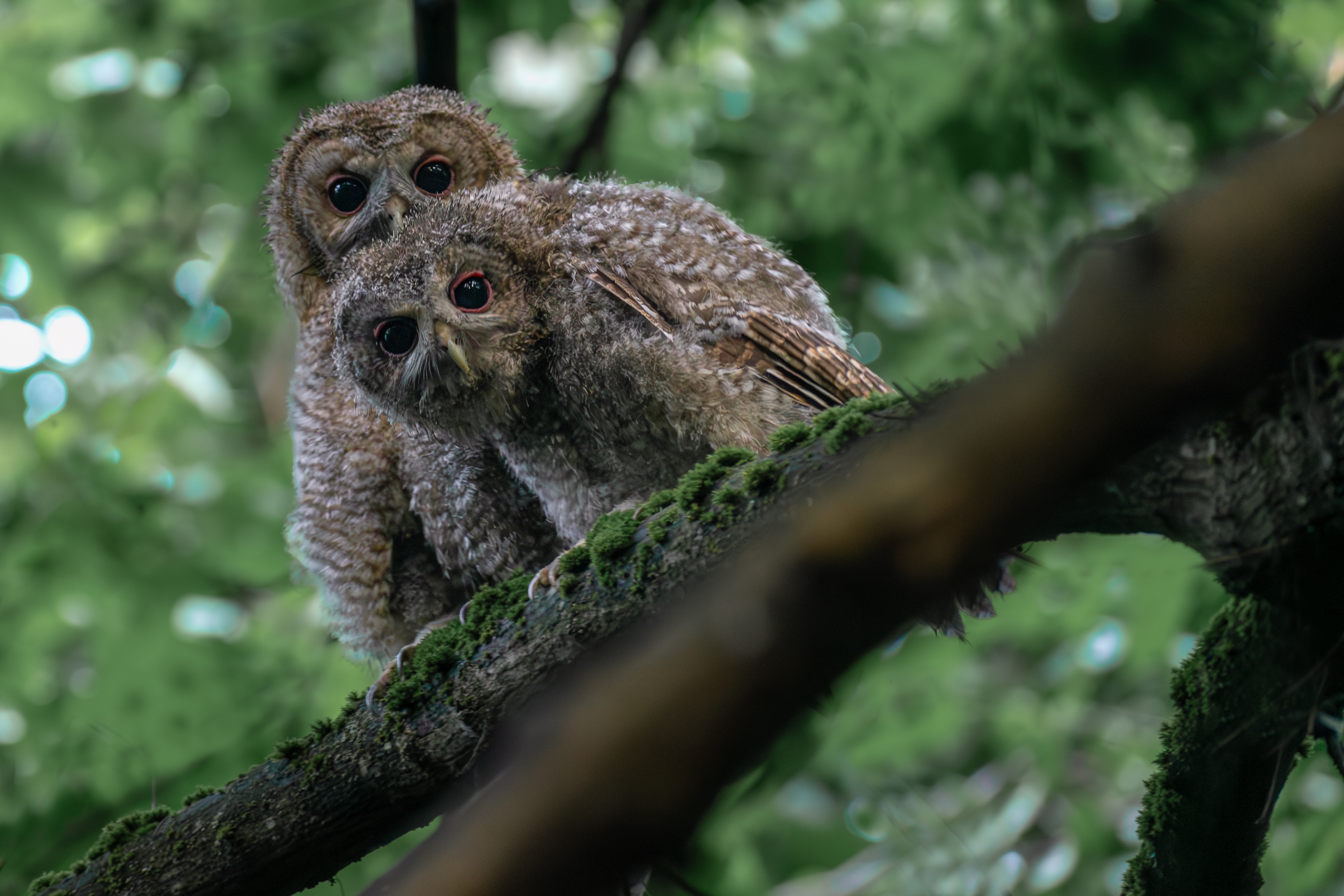
Малята сови сірої
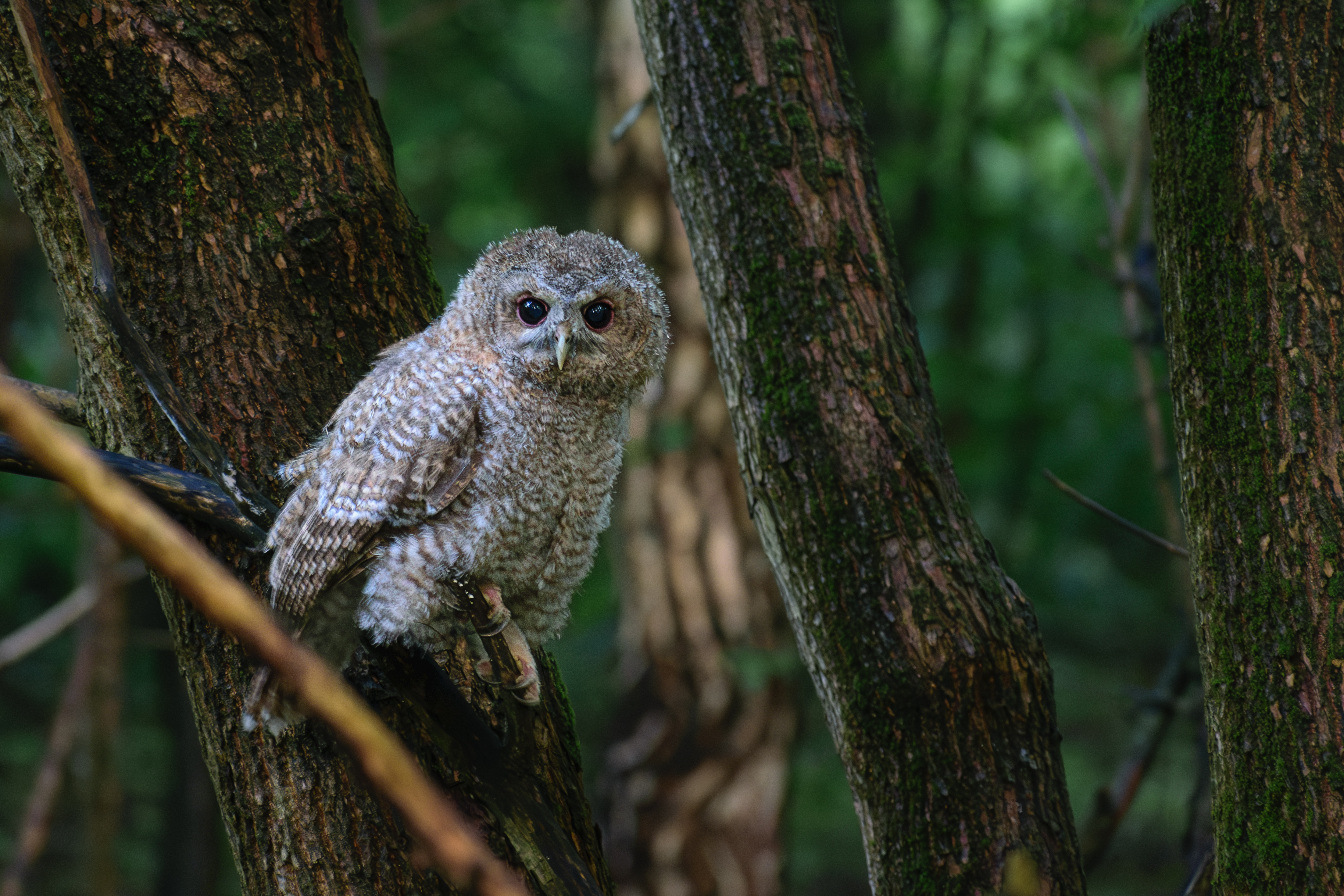